# El gol de la valija

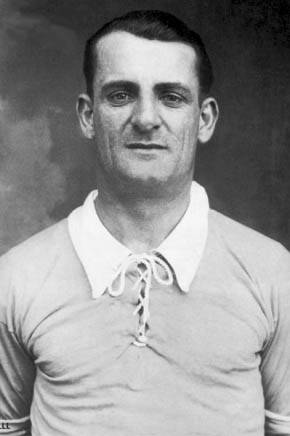
El legendario futbolista José "el Mariscal" Nasazzi, fue uno de los hombres que resultó expulsado por protestar la convalidación del "gol de la valija".

Se conoce como el gol de la valija a un curioso suceso ocurrido durante la disputa de la final del Campeonato Uruguayo de Fútbol 1933, entre los clásicos rivales uruguayos, Nacional y Peñarol, cuando se convalidó un gol en una jugada en la cual el balón había salido de la cancha y regresado a la misma luego de rebotar en una valija que estaba cerca del terreno de juego.

## Suceso
Sucedió en Montevideo, más precisamente en el Estadio Centenario, el 27 de mayo de 1934, cuando se enfrentaron los clásicos rivales del fútbol uruguayo, Peñarol y Nacional. Este último tenía un temible equipo al cual apodaban La Máquina. Ambos equipos habían finalizado en primera posición en el Campeonato Uruguayo de Primera División 1933, y debían definir en una final —que quedó postergada para el año siguiente— quién sería el campeón del año 1933.
A los 25 minutos de la segunda parte, con el resultado 0:0, el puntero derecho de Peñarol, el brasileño Bahía (otras fuentes mencionan a Juan Peregrino Anselmo), remató al arco defendido por el golero de Nacional, Eduardo García, pero su envío bajo y rasante salió desviado, pasando muy cerca de uno de los postes. Ahí sucedió el hecho curioso: la pelota rebotó en una valija de madera de Juan Kirschberg —kinesiólogo de Nacional— y volvió a la cancha.
Aprovechando que todo había sucedido muy rápido, y por las dudas, el delantero de Peñarol Braulio Castro recibió el rebote de la valija y remató el gol, para posteriormente salir gritando su falsa conquista.
A partir de ese momento se constatan dos versiones diferentes y opuestas de lo ocurrido. La parcialidad de Nacional asegura que el árbitro Telesforo Rodríguez, con escasa visión a la distancia, sancionó el tanto en favor de Peñarol y tanto la parcialidad de Peñarol como el testimonio del propio Telesforo Rodríguez indican que el árbitro señaló saque de meta y que nunca cobró ese gol.
Los jugadores de Nacional se enfurecieron por el error. Los más agresivos fueron los tricolores José Nasazzi, Juan Labraga y Ulises Chifflet, quienes fueron expulsados por Telesforo, quien un poco amedrentado, se fue a los vestuarios y no quiso continuar dirigiendo. Tras largas discusiones, tomó el silbato el línea Luis Scandoglio, quien luego de pocos minutos debió suspender el juego por falta de luz natural.

### Consecuencias
El 30 de julio, la Liga decidió que el partido debía continuarse, pero anulando el gol por “indebido”, además de sancionar a Nasazzi con un año de suspensión, a Labraga con un año y tres meses y por tres meses al juez de línea Scandoglio. A su vez, anuló la expulsión de Chifflet, y determinó que se jugara el remanente del partido el 25 de agosto, en el Estadio Centenario pero a puertas cerradas (sin público).
Ese partido del 25 de agosto es recordado como el clásico de los Nueve contra Once en el cual se jugaron los veinte minutos restantes del partido, más otros dos tiempos suplementarios de treinta minutos cada uno, totalizando ochenta minutos en los cuales Nacional debió jugar con nueve futbolistas ante once de su rival. El encuentro finalizó 0:0. Luego, ya en igualdad numérica, volvieron a igualar sin goles en septiembre, y finalmente Nacional se consagró campeón al imponerse el 18 de noviembre por 3:2, con tres goles marcados por el Manco Héctor Castro, finalizando de esta manera en noviembre de 1934, el torneo de liga de 1933.

## Menciones en la cultura
- El compositor, cantante, pianista y guitarrista de música popular uruguaya Walter Bordoni editó en 1991 su primer larga duración, al cual tituló “El gol de la valija y otros cuentos”.
- En 2009 se dio a conocer en Uruguay al nuevo vehículo Gol Power Sedan 2010 como "el gol de la valija", haciendo un juego de palabras entre el nombre del vehículo (que incluía "valija" en la parte posterior) y el histórico suceso deportivo.[4]